# Antheraea yoshimotoi
Antheraea yoshimotoi är en fjärilsart som beskrevs av Inoue 1964. Antheraea yoshimotoi ingår i släktet Antheraea och familjen påfågelsspinnare. Inga underarter finns listade i Catalogue of Life.